# Man in the Box
Man in the Box (с англ. — «Человек в коробке») — песня американской рок-группы Alice in Chains. Выпущена на дебютном студийном альбоме Facelift (1990), а также в виде сингла в январе 1991 года. Песня была включена в сборники альбомов Nothing Safe: Best of the Box (1999), Music Bank (1999), Greatest Hits (2001) и The Essential Alice in Chains (2006).

## Запись песни
В аннотации к бокс-сету 1999 года Music Bank гитарист Джерри Кантрелл сказал о песне: «это было началом наших поисков себя; это помогло Alice стать тем, чем мы стали».
В песне используется ток-бокс для создания эффекта, делающего звук гитары похожим на человеческий голос. Продюсер Дэйв Джерден вспоминал, что на пути в студию во время работы над песней он думал о том, что песне нужна какая-то изюминка. В это время по радио играла песня Bon Jovi «Livin’ on a Prayer», в которой также используется ток-бокс, и это натолкнуло Джердена на мысль об использовании этого эффекта на «Man in the Box».
Ток-бокс для песни «Man in the Box» стал одним из всего лишь двух примеров дополнительного оборудования, купленного специально для записи альбома Facelift, наряду с шестиструнным басом. Как сказал продюсер Дэйв Джерден: «Я заставил их [группу] купить всего лишь две вещи, ценой около шести сотен долларов, чтобы записать хит, который принесёт миллионы».
В списке композиций на альбоме в качестве авторов песни указаны только вокалист Лейн Стейли и Джерри Кантрелл, однако во всех последующих сборниках авторами были указаны все члены группы.

## Структура композиции
«Man in the Box» легко узнаваема благодаря своей характерной вступительной мелодии, в которой вокал Лейна Стейли звучит в унисон с гитарой, насыщенной эффектами.
Куплет исполняет Стейли, за исключением строки «Won’t you come and save me», в которой вторым голосом вступает Кантрелл. Строки припева исполняются вокалистами поочерёдно, где за каждой агрессивно-хриплой фразой в исполнении Стейли следует более спокойная от Кантрелла.

## Текст песни
Автором слов песни был Лейн Стейли. В интервью журналу Rolling Stone в 1992 году Лейн Стэйли раскрыл смысл песни:

Я начал писать о цензуре. Примерно в то же время мы пошли на ужин с ребятами из Columbia Records, которые были вегетарианцами. Они рассказали мне, что говядина делается из телят, выращенных в этих маленьких коробках [загонах], и этот образ застрял в моей голове. Поэтому я пошел домой и написал о государственной цензуре и о том, как поедание мяса выглядит со стороны обреченных телят.
Оригинальный текст (англ.)I started writing about censorship. Around the same time, we went out for dinner with some Columbia Records people who were vegetarians. They told me how veal was made from calves raised in these small boxes, and that image stuck in my head. So I went home and wrote about government censorship and eating meat as seen through the eyes of a doomed calf.

Джерри Кантрелл сказал о песне:

Это в основном о том, как правительство и средства массовой информации контролируют восприятие общественностью событий в мире или чего-то ещё, и они помещают вас в коробку [загон], делают это вашим домом и кормят вас там. И это [песня] о том, чтобы вырваться из этой коробки, созданной для вас, и посмотреть, что находится за её пределами.
Оригинальный текст (англ.)It's basically about how government and media control the public's perception of events in the world or whatever, and they build you into a box by feeding it to you in your home. And it's about breaking out of that box and looking outside of that box that has been built for you.

В то же время, в интервью MuchMusic в 1991 году Стейли заявил, что текст лишь частично написан о цензуре в СМИ. "Когда я написал песню, я был сильно под кайфом, так что тогда она могла быть о чём угодно, « — сказал он, смеясь.

## Выпуск песни
Летом 1990-го, после того как альбом Facelift был выпущен, Лейн Стейли подарил своей матери аудиокассету с альбомом и спросил, что она о нём думает. Нэнси МакКаллум сказала, что на нём есть одна песня, которая в будущем станет очень популярной — и это „Man in the Box“. Лейн с гордостью сказал, что именно он написал эту песню.
„Человек в коробке“ был выпущен в виде сингла в 1991 году. В чарте Billboard Album Rock Tracks на момент выпуска песня достигла 18 места.

## Видеоклип
Осенью 1990 года на концерт Alice in Chains в Нью-Йорке попал режиссёр Пол Рахман, снимавший видеоклипы для панк-рок и хардкор-групп. Рахману настолько понравилось выступление, что он позвонил в Columbia Records и заявил, что хотел бы поработать с ними. В то время в ротации на MTV находился клип Alice in Chains „We Die Young“, который не пользовался особой популярностью. Лейбл как раз готовился к выпуску „Man in the Box“ в виде сингла и предложил заинтересовавшемуся режиссёру снять видеоклип на эту песню. .
Рахман позвонил Лейну Стейли, и они поговорили о том, чтобы сделать клип, отличавшийся от обычной записи концертного выступления. Рахман попросил автора песни прислать ему свои идеи, и вскоре получил факс с написанными Лейном от руки строками:

Сарай во время дождя.
Домашний скот.
Ребёнок с зашитыми глазами.
Оригинальный текст (англ.)Rainy drippy barn.
Farm animals.
Baby with eyes sewn shut.

Рахман слушал песню на протяжении нескольких дней, после чего ему пришла в голову идея поместить группу в старый сарай, создать мрачную атмосферу, которая нагнетается вплоть до развязки в конце клипа.
В конце 1990 года группа отправилась в Лос-Анджелес для съёмки видео. Бюджет не превышал 50 тыс. долларов, чего хватило на один день съёмок в парке Malibu Creek State Park. Использовались всего две камеры, за одной из которых был лично Рахман. Группа была немного уставшей после концертного тура, но тем не менее целиком доверяла и поддерживала режиссёра.
Несмотря на то, что Стейли в явном виде предлагал в клипе использовать ребёнка с зашитыми глазами, Рахман сказал, что это технически невозможно, и предложил альтернативный вариант. Вместо ребёнка вокруг фермы должен был бродить зловещий незнакомец, приглядывающий за скотом, и это он должен был быть слепым. На эту роль Рахман пригласил парковщика из бара своего друга, который выглядел как Иисус Христос и ранее уже снимался в нескольких похожих сюжетах. Запись прошла очень гладко, и следующие две-три недели Рахман занимался монтажом.
Видеоклип был выпущен в 1991 году. В финальной версии видеоклипа группа выступает в помещении, похожем на сарай, вокруг которого бродит загадочный человек в чёрном плаще с капюшоном. В конюшне незнакомец внезапно обнаруживает сидящего в углу человека (Лейна Стейли). В конце видео мужчина, наконец, стягивает капюшон с головы, и становится видно, что его веки зашиты швами. Этот фрагмент является иллюстрацией к строке из песни „Feed my eyes, now you’ve sewn them shut“ (англ. Накорми мои глаза, теперь ты их зашил).
Видеоклип снят на 16-мм пленке и перенесён на ленту с использованием телекинопроектора FDL 60. В то время это было единственное устройство, которое могло синхронизировать звук с изображением при скорости пленки до 6 кадров в секунду. Это помогло достичь нужного уровня сюрреализма на изображении. Эффект сепии был добавлен Клавдием Нилом с использованием цветового корректора daVinci.
Позже Лэйн Стейли сделал на спине татуировку, изображающую Иисуса с зашитыми глазами, похожего на персонажа из видеоклипа.
Клип был номинирован на Лучшее хэви-метал / хард-рок видео в 1991 году на MTV Video Music Awards. Видео попало на VHS-записи Live Facelift и Music Bank: The Videos.
Позже Рахман снял для группы первую версию клипа „Sea of Sorrow“, а также документальный фильм 2006 года „American Hardcore“.

## Номинации и награды
Песня была номинирована на премию Грэмми за лучшее хард-рок исполнение в 1992 году.
Песня вошла в список величайших металлических песен по версии VH1 под номером 19. Гитарное соло было попало на 77 место в списке лучших соло, составленном журналом Guitar World. Песня вошла в список 100 величайших песен VH1 90-х, составленный в 2007 году, и оказалась на 50 месте.
Стив Хьюи из AllMusic назвал песню „часто упускаемым из виду, но важным кирпичиком том, что привело гранж к доминированию“, а также „встречей металлической театральности и интроспективной безнадёжности“.

## В популярной культуре
Профессиональный борец Томми Дример использовал эту песню для своего выхода на ринг в Extreme Championship Wrestling с 1995 по 2001 год, а также во время собственной рекламной кампании House of Hardcore начиная с 2012 года.
„Человек в коробке“ звучит в таких фильмах, как „Ласси“ (1994), „Идеальный шторм“ (2000) и „Смешные люди“ (2009). Также песня звучала во многих телевизионных сериалах, среди которых „Бивис и Баттхед“ (1993), „Детектив Раш“ (2005) и „Сверхъестественное“» (2016).
Песню можно сыграть с использованием гитарного контроллера в компьютерных играх Rock Band 2 и Guitar Hero Live.

## Концертные исполнения
На последнем концерте «Алисы в цепях» со Стейли 3 июля 1996 года завершающей песней стала именно «Man in the Box». Концертные исполнения «Man in the Box» можно найти в синглах «Heaven Beside You» и «Get Born Again», а также на концертном альбоме Live. Исполнение песни также включено в релиз домашнего видео Live Facelift. Песня является одним из ключевых элементов концертов группы из-за своей высокой популярности.

## Кавер-версии
Ричард Чиз и Lounge Against the Machine исполнили «Man in the Box» в стиле лаунж на своем альбоме 2005 года «Aperetif for Destruction». Дэвид Кук исполнял песню во время своего тура в 2009 году. Энджи Апаро записал кавер-версию для своего альбома Weapons of Mass Construction . Apologetix выпустили пародию «Man on the Cross» (англ. Человек на кресте) на альбоме Hot Potato Soup 2013 года, а Крис Сентер в марте 2015 выпустил ещё одну пародию под названием «Cat in the Box» (англ. Кошка в коробке). Блюграсс-дуэт Duo de Twang с участием Леса Клейпула включил песню в свой дебютный альбом Four Foot Shack.

## Участники записи
- Лейн Стейли — вокал.
- Джерри Кантрелл — гитара, бэк-вокал.
- Майк Старр — бас.
- Шон Кинни — барабаны.

## Позиции в чартах

### Альбомная версия
| Chart (1991)                    | Peak position |
| ------------------------------- | ------------- |
| США (Billboard Mainstream Rock) | 18            |

### Концертная версия
| Chart (2000)                    | Peak position |
| ------------------------------- | ------------- |
| США (Billboard Mainstream Rock) | 39            |